# Pilion (schiereiland)

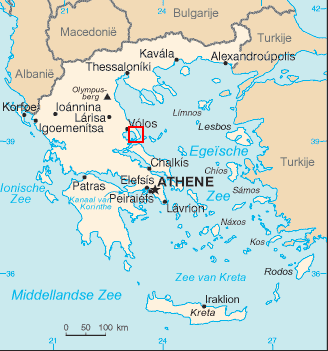
Pilion op de kaart van Griekenland

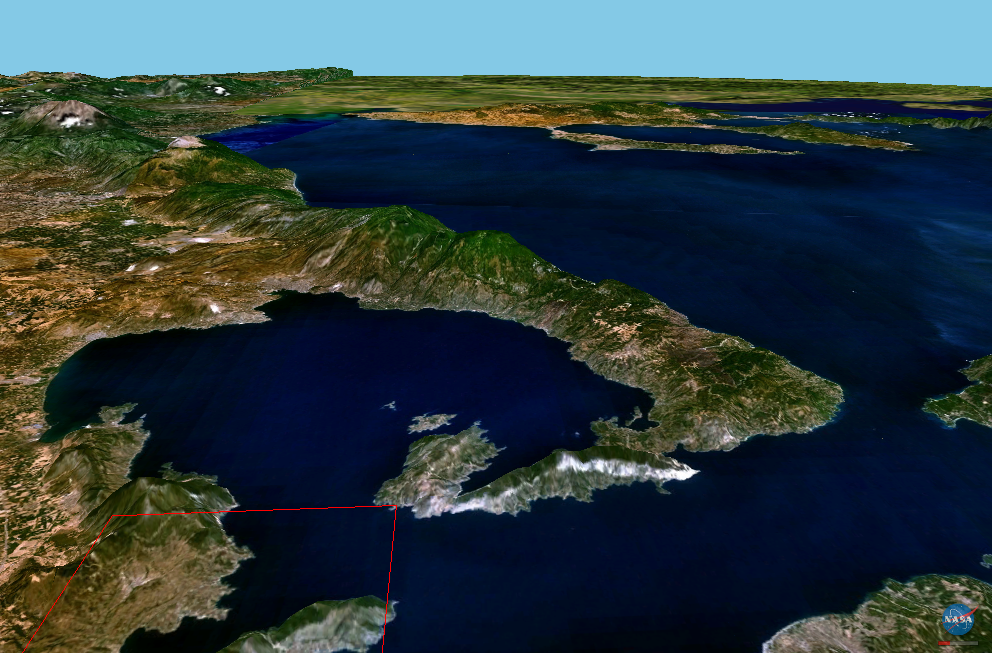
NASA-satellietbeeld van Pilion

Pilion (Grieks: Πήλιο, Pilio) is een haakvormig schiereiland, gesitueerd aan de oostzijde van het centrale Griekse vasteland. Ten oosten van het schiereiland ligt de Egeïsche Zee - waar zich ook de Sporaden bevinden, westelijk ervan bevindt zich de Pagasitische Golf. Pilion maakt deel uit van Magnesia, een departement van de regio Thessalië. De havenstad Volos, hoofdstad van het departement, is in het noordwesten de toegangspoort tot het gebied.
Het schiereiland heeft veel natuur: beuk, esdoorn, eik, tamme kastanje, plataan, vijg, pijnboom en cipres groeien hier in groten getale. Ook de diversiteit aan planten, kruiden en bloemen is groot. Verder vindt men er veel olijf- en fruit-boomgaarden. Deze weelderige flora is voor een deel te danken aan het feit dat Pilion zo waterrijk is met talloze stroompjes en bronnen. Daarnaast wordt het landschap gekenmerkt door bergen die langs de Noord-Zuidas as een scheidslijn op het schiereiland vormen. De hoogste top is de noordelijk gelegen berg Pilion - waar de naam van het gebied is afgeleid - die 1.618 meter meet. In de winterperiode kan men hier dan ook skiën bij o.a. Agriolefkes. De bergachtige contouren worden afgewisseld met spectaculaire rotsformaties en baaien. Meer naar het zuiden toe neemt de hoogte van de bergen en ook de vegetatie af.
De meeste toeristen die het schiereiland bezoeken komen uit Griekenland zelf, onder meer inwoners uit Athene en omgeving. Ook weten steeds meer buitenlanders Pilion te vinden, zonder dat dit tot massatoerisme heeft geleid dat de karakteristieke sfeer van het gebied aantast.
In de Griekse mythologie wordt het schiereiland genoemd als zomerverblijf van de Olympische goden en de plaats waar de Centauren leefden. Ook zou Jason, hoofdpersoon uit de mythe van het Gulden Vlies, er hebben verbleven.

## Recente geschiedenis

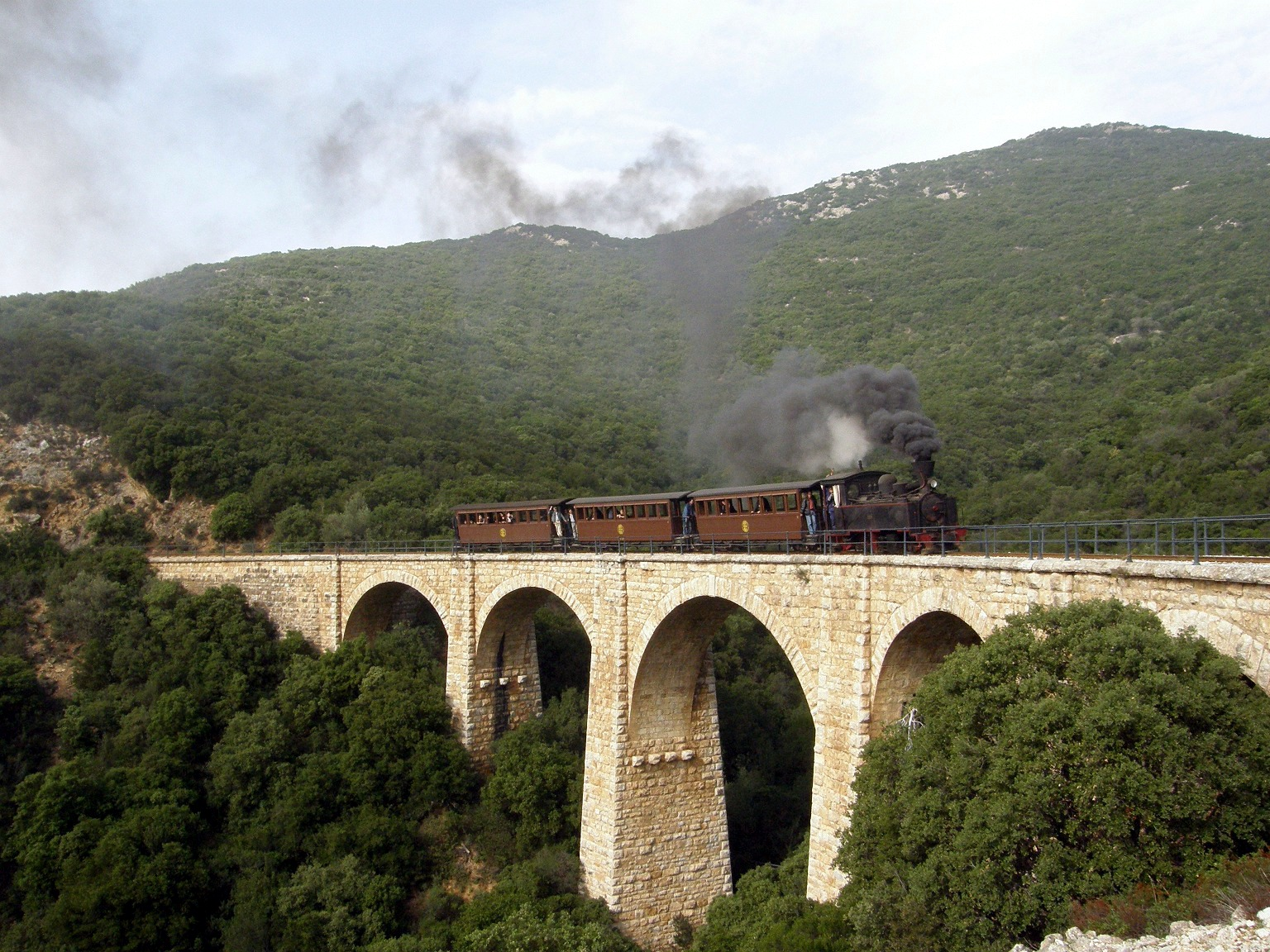
Een Tubize smalspoorlocomotief op de Pilion-spoorlijn

De Pilion-spoorlijn, die aangelegd werd in de periode 1892–1903, was de eerste serieuze openbare investering in het gebied. Elektriciteit, radio en auto's werden op de berg geïntroduceerd in de jaren 1950. Televisie kwam er in de jaren 1970 en computers en internet eind jaren 1990. Het noordelijke deel van het Pilio-gebergte werd op dinsdag 26 juni 2007 getroffen door een grote bosbrand, die in Siki begon. De brand duurde enkele dagen en verschillende dorpen liepen schade op. Het bos herstelde zich daarna snel.

## Dorpen op het schiereiland
De dorpen van Pilion hebben hun traditionele bouwstijl behouden. De stenen gebouwen zijn opgetrokken met lokale grijze, blauwe of groene leisteen en rode klei. Ze zijn gebouwd op terrassen op de hellingen en bieden uitzicht op de omliggende hellingen en de zee. De huizen hebben meestal meerdere verdiepingen en zijn voorzien van de karakteristieke Pilion erkerconstructie, met hoge ramen en veel geschilderde versieringen. De Pilion huizen hebben traditioneel drie niveaus. De begane grond wordt gebruikt voor werk (gereedschap, keuken, opslag, wassen en weven), op de eerste verdieping zijn woonkamers en de bovenste verdieping biedt ruimte aan slaapkamers. In verwarming wordt voorzien door open haarden waarvan de schoorstenen door de muren lopen om warmte te leveren aan de verdiepingen. De bovenetage kan in de zomer goed worden geventileerd. In het interieur is meestal donkerbruin gekleurd en met gesneden decoraties versierd kastanjehout verwerkt. Veel van de grotere huizen, de arkhontiká of 'herenhuizen', zijn verbouwd tot kleine hotels of hostels. De al van verre zichtbare Pilion-torens zijn grote, meer dan driehonderd jaar oude stenen bouwwerken. Er zijn lokale bouwelementen uit verschillende eeuwen aan te herkennen. Pilion maakt deel uit van de regionale eenheid Magnesia (hoofdstad: Volos) en omvat vierentwintig dorpen:
- Afissos
- Agios Dimitrios
- Agios Georgios Nileias
- Agios Ioanis
- Agios Lavrendis
- Agria
- Argalasti
- Chorto
- Damouchari
- Horefto
- Kala Nera
- Kissos
- Makrynitsa
- Milies
- Mouresi
- Mylopotamos
- Pinakates
- Platania
- Portaria
- Trikeri
- Tsagarada
- Veneto
- Vyzitsa
- Zagora